# T'amo amore t'amo
T'amo amore t'amo è il trentunesimo album del cantante napoletano Salvo Nicolosi, del 2004.

## Tracce
1. Squilla 'o telefono
2. Stessa spiaggia senza 'e te
3. Stupida
4. Sulo sulo
5. T'amo amore t'amo
6. Tentazione
7. Te credevo n'amico
8. Tiene sulo quindici anne
9. Torna da quell'uomo
10. Lacrime di un giovane emigrante
11. Laura
12. Me metto cu tte
13. Me piace 'o babà
14. Me spose
15. Mi faccio l'amante
16. Mio caro amico